# Kim Xuyến
Kim Xuyến có tên đầy đủ là Nguyễn Thị Kim Xuyến là diễn viên kịch nói và truyền hình người Việt Nam.

## Tiểu sử
Kim Xuyến sinh năm 1945 tại huyện Hoài Đức, Hà Đông (nay là Hà Nội).
Năm 1962, bà thi tuyển vào Đoàn Văn công Hà Nội. Trong 5 năm đầu, Kim Xuyến chỉ được nhận những vai phụ và vai quần chúng, đã có lúc bà muốn bỏ nghề nhưng được các bạn đồng nghiệp động viên tiếp tục. Vai diễn quan trọng đầu tiên của bà là trong vở kịch "Hà Nội mùa đông năm 46" do Trần Hoạt đạo diễn năm 1968, khi Đoàn Văn công Hà Nội tổ chức tập vở diễn này nhưng đạo diễn không theo kịch bản, vì nhớ được lời thoại nên Kim Xuyến được cho thử vai. Nhận thấy bà có diễn xuất tốt nên sau này Đoàn văn công đã giao cho bà những vai diễn lớn hơn.
Kim Xuyến về hưu năm 2002 và được phong tặng danh diệu Nghệ sĩ ưu tú năm 2024.

## Đời tư
Kim Xuyến lập gia đình với một người lính pháo binh tên là Bùi Quý Quang, hai người gặp nhau trong một lần tham gia giao lưu bóng đá giữ các đơn vị quân đội. Năm 1965 hai người kết hôn đến năm 1969 sau họ sinh con gái đầu lòng, người con gái thứ hai năm 1979, sau này hai ông bà có thêm một cậu con trai. Hai con người con gái hiện định cư tại Đức còn người con trai là bình luân viên thể thao ở Việt Nam. Gia đình từng mở một tiệm áo cưới trước khi bà về hưu.

## Sự nghiệp

### Sân khấu[6]
- Gặp nhau cuối tuần
- Hà Nội mùa đông năm 46
- Hoa và cỏ dại
- Đảo thần Vệ nữ - 1964
- Bức tranh mùa gặt
- Tiền tuyến gọi
- Thử lửa
- Đội cận vệ thanh niên
- Từ Trường Sơn
- Bão táp
- Đại úy Xaphonov
- Kỷ niệm những ngày nghiệt ngã
- Những tên cướp
- Dự cảm thời yêu dấu

### Điện ảnh
| Năm  | Tựa đề                | Vai diễn         | Đạo diễn        | Chú thích |
| ---- | --------------------- | ---------------- | --------------- | --------- |
| 1976 | Khôn dại              |                  | Phạm Văn Khoa   |           |
| 1991 | Canh bạc              | Tâm              | Lưu Trọng Ninh  |           |
| 1991 | Mối tình sau song sắt | Bà chủ phòng trà | Nguyễn Khắc Lợi |           |
| 2004 | Phố làng              |                  |                 |           |

### Videos
| Năm  | Tựa đề               | Vai diễn     | Đạo diễn        | Chú thích |
| ---- | -------------------- | ------------ | --------------- | --------- |
| 2024 | Giờ cười             |              | Nguyễn Lớp      |           |
|      | Đại gia chân đất     |              | Trần Bình Trọng |           |
| 2009 | Giấc mơ của Chí Phèo |              | Phạm Đông Hồng  |           |
| 2010 | Cả Ngố               |              | Phạm Đông Hồng  |           |
| 2016 | Làng ế vợ 3          |              | Trần Bình Trọng |           |
| 2016 | Tết này con ở đâu    |              | Phạm Đức Dũng   |           |
| 2022 | Làng ế vợ 8          | Hứa Thị Ngẩm | Trần Bình Trọng |           |
| 2024 | Làng ế vợ 10         |              | Trần Bình Trọng |           |
| 2024 | Giờ cười             |              | Nguyễn Lớp      |           |

### Phim truyền hình
| Năm  | Tựa đề                         | Vai diễn             | Đạo diễn                          | Dạng phim            | Chú thích |
| ---- | ------------------------------ | -------------------- | --------------------------------- | -------------------- | --------- |
|      | Nửa vầng trăng còn lại         |                      |                                   |                      |           |
|      | Bên kia sông                   |                      | Cao Mạnh                          | Điện ảnh truyền hình |           |
|      | Bến bờ                         |                      |                                   | Ngắn tập             |           |
| 1994 | Bản giao hưởng đêm mưa         |                      |                                   | Điện ảnh truyền hình |           |
| 1996 | Tình mãi còn xanh              | Mẹ Thu               |                                   | Điện ảnh truyền hình |           |
| 1996 | Con sẽ là cô chủ               | Mẹ Thanh Thư         | Hà Lê Sơn                         | Ngắn tập             |           |
| 1996 | Đông - Ky ra thành phố         | Hồng Nhạn            | Lê Đức Tiến                       | Ngắn tập             |           |
| 1997 | Mảnh đời của Huệ               | Tập                  |                                   | Ngắn tập             |           |
| 1997 | Chuyện vặt gia đình            | Người trong chung cư | Trịnh Lê Văn                      | Điện ảnh truyền hình |           |
| 1997 | Một chuyến thăm quê            | Mẹ Sinh              | Trần Hoàng                        | Điện ảnh truyền hình |           |
| 1997 | Nụ tầm xuân                    | Hàng xóm mẹ An       | Bạch Diệp                         | Ngắn tập             | (tập 2)   |
| 1997 | Người năm ấy của mẹ            |                      | Nguyễn Hữu Phần                   | Điện ảnh truyền hình |           |
| 1997 | 5 ngày làm Thượng Đế           |                      | Đỗ Trí Hùng                       | Điện ảnh truyền hình |           |
| 1998 | Chuyện nhà Mộc                 | Chủ hàng cơm         | Trần Lực                          | Ngắn tập             |           |
| 1998 | Của để dành                    | Bà chủ hàng quần áo  | Đỗ Thanh Hải                      | Ngắn tập             |           |
| 1998 | Cửa hàng Lôpa                  | Mẹ Cao Viễn Dương    | Phạm Thanh Phong                  | Điện ảnh truyền hình |           |
| 1998 | Mây mưa mau tạnh               | Vợ Phụng             | Vũ Trường Khoa                    | Điện ảnh truyền hình |           |
| 1998 | Nhịp cầu hạnh phúc             |                      | Nguyễn Hữu Phần, Phạm Thanh Phong | Ngắn tập             |           |
| 1999 | Ranh giới mong manh            |                      | Vũ Minh Trí                       | Ngắn tập             |           |
| 1999 | Đường tới thiên đàng           |                      | Bạch Diệp                         | Ngắn tập             |           |
| 1999 | Những mảnh đời ngang trái      | Bà chủ quán          | Vũ Châu                           | Ngắn tập             |           |
| 2000 | Tìm cha                        | Bà Chủ               | Triệu Tuấn                        | Điện ảnh truyền hình |           |
| 2001 | Sóng ngầm                      |                      | Vũ Hồng Sơn, Nguyễn Hữu Trọng     | Ngắn tập             |           |
| 2001 | Chàng Trần Cung đi cấp cứu     | Bà Bồng              | Mạc Văn Chung                     | Điện ảnh truyền hình |           |
| 2002 | Xuôi ngược đường trần          | Người mẹ kế          | Nguyễn Anh Tuấn, Linh Nga         | Ngắn tập             |           |
| 2002 | Trang cuối một tình yêu        |                      |                                   | Ngắn tập             |           |
| 2002 | Gửi đến mai sau                | Mẹ cô gái            | Hà Lê Sơn                         | Ngắn tập             |           |
| 2003 | Nữ phóng viên                  | Bà Hiên              | Phạm Việt Đức                     | Ngắn tập             |           |
| 2005 | Bản lĩnh người đẹp             |                      | Nguyễn Anh Tuấn                   | Ngắn tập             |           |
| 2006 | Mái nhà xuân                   | Bà Hòa               | Bùi Huy Thuần                     | Điện ảnh truyền hình |           |
| 2006 | Chuyện ở tỉnh lẻ               | Mẹ Nga               | Đỗ Chí Hướng, Hoàng Lâm           | Dài tập              |           |
| 2006 | Ôi! Mẹ chồng                   | Mẹ Thu               | Nguyễn Mạnh Hà                    | Ngắn tập             |           |
| 2007 | Thầy cúng làng                 | Bà Phiệt             | Triệu Tuấn                        | Điện ảnh truyền hình |           |
| 2008 | Nếp nhà                        |                      | Triệu Tuấn                        | Ngắn tập             |           |
| 2009 | Chàng rể họ Lê                 | Bà Loạt              | Lê Quang Hưng                     | Dài tập              |           |
| 2010 | Tết cháy ôsin                  | Thuần                | Đặng Tất Bình, Trịnh Lê Phong     | Ngắn tập             |           |
| 2010 | Căn bệnh kỳ lạ                 | Bà Dần               | Đỗ Chí Hướng                      | Điện ảnh truyền hình |           |
| 2010 | A2Z: Dịch vụ gỡ rối từ A đến Z | Bà Tuất              | Trần Chí Thành, Nguyễn Anh Tuấn   | Dài tập              |           |
| 2011 | Tháng củ mật                   | Bà Học               | Nguyễn Danh Dũng                  | Ngắn tập             |           |
| 2011 | C13 đón Tết                    |                      | Đào Duy Phúc                      | Ngắn tập             |           |
| 2015 | Những cánh hoa trước gió       | Bà Xuyến             | Đỗ Chí Hướng                      | Dài tập              |           |
| 2015 | Khép mắt chờ ngày mai          | Mẹ Long              | Vũ Trường Khoa                    | Dài tập              |           |